# Premiul Nobel pentru fizică

Listă de laureați ai Premiului Nobel pentru Fizică din 1901 până în prezent. 180 distincții au fost acordate până în 2007.
| An   | Nume                                           | Țară                           | Justificare |
| ---- | ---------------------------------------------- | ------------------------------ | --- |
| 1901 | Wilhelm Conrad Röntgen                         | Imperiul German                | „Ca apreciere pentru serviciile extraordinare oferite prin descoperirea remarcabilelor raze care îi poartă numele.” |
| 1902 | Hendrik Antoon Lorentz                         | Țările de Jos                  | „Ca apreciere pentru serviciul extraordinar oferit prin studiile lor privind influența magnetismului asupra unor fenomene de radiație.” (Efectul Zeeman) |
| 1902 | Pieter Zeeman                                  | Țările de Jos                  | „Ca apreciere pentru serviciul extraordinar oferit prin studiile lor privind influența magnetismului asupra unor fenomene de radiație.” (Efectul Zeeman) |
| 1903 | Antoine Henri Becquerel                        | Franța                         | „Ca apreciere pentru serviciile extraordinare oferite prin descoperirea radioactivității spontane.” |
| 1903 | Pierre și Marie Curie                          | Franța Polonia/ Franța         | „Ca apreciere pentru serviciile extraordinare oferite prin studiile lor asupra fenomenului radiației descoperit de profesorul Henri Becquerel.” |
| 1904 | John William Strutt Rayleigh                   | Regatul Unit                   | „Pentru investigațiile sale asupra densităților celor mai importante gaze și pentru descoperirea argonului în legătură cu aceste studii.” |
| 1905 | Philipp Eduard Anton von Lenard                | Imperiul German                | „Pentru munca sa asupra razelor catodice.” |
| 1906 | Sir Joseph John Thomson                        | Regatul Unit                   | „Ca apreciere pentru meritele deosebite ale investigațiilor sale teoretice și experimentale asupra conducției electrice în gaze.” |
| 1907 | Albert Abraham Michelson                       | Statele Unite ale Americii     | „Pentru instrumentele sale de precizie optică și investigațiile spectroscopice și metrologice efectuate cu ajutorul acestora”. (Experimentul Michelson–Morley) |
| 1908 | Gabriel Lippmann                               | Franța                         | „Pentru metoda sa de reproducere fotografică a culorilor pe baza fenomenului de interferență.” |
| 1909 | Guglielmo Marconi                              | Italia                         | „Ca apreciere pentru contribuțiile lor în dezvoltarea telegrafiei fără fir.” |
| 1909 | Karl Ferdinand Braun                           | Imperiul German                | „Ca apreciere pentru contribuțiile lor în dezvoltarea telegrafiei fără fir.” |
| 1910 | Johannes Diderik van der Waals                 | Țările de Jos                  | „Pentru munca sa în ecuația stării gazelor și lichidelor.” |
| 1911 | Wilhelm Wien                                   | Imperiul German                | „Pentru descoperirile sale privind legile ce guvernează radiația căldurii.” |
| 1912 | Nils Gustaf Dalén                              | Suedia                         | „Pentru inventarea regulatoarelor automate destinate utilizării cu acumulatoare de gaz pentru iluminarea farurilor și a geamandurilor.” |
| 1913 | Heike Kamerlingh Onnes                         | Țările de Jos                  | „Pentru investigațiile sale asupra proprietăților materiei la temperaturi joase care au condus, inter alia, la obținerea heliului lichid.” |
| 1914 | Max von Laue                                   | Imperiul German                | „Pentru descoperirea difracției razelor X în cristale.” |
| 1915 | Sir William Henry Bragg William Lawrence Bragg | Regatul Unit                   | „Pentru serviciul lor în analiza structurii cristalelor cu ajutorul razelor X.” |
| 1916 | Nu a fost acordat.                             |                                | Banii destinați premiului au fost transferați în Fondul Special al acestei secțiuni. |
| 1917 | Charles Glover Barkla                          | Regatul Unit                   | „Pentru descoperirea radiației Röntgen caracteristice a elementelor.” |
| 1918 | Max Planck                                     | Imperiul German                | „Ca apreciere pentru serviciile oferite în avansarea Fizicii prin descoperirea cuantelor de energie.” |
| 1919 | Johannes Stark                                 | Imperiul German                | „Pentru descoperirea efectului Doppler în raze de canal și despicarea liniilor spectrale în câmpuri electrice.” (Razele de canal — în germană Kanalstrahlen — erau numite razele anodice, formate din ioni pozitivi.)                                                       |
| 1920 | Charles Edouard Guillaume                      | Elveția                        | „Ca apreciere pentru serviciul oferit în îmbunătățirea măsurătorilor de precizie în Fizică prin descoperirea anomaliilor în aliajele de oțel cu nichel.” |
| 1921 | Albert Einstein                                | Republica de la Weimar Elveția | „Pentru serviciul oferit Fizicii teoretice și în special pentru descoperirea legii efectului fotoelectric.” |
| 1922 | Niels Henrik David Bohr                        | Danemarca                      | „Pentru serviciul în studiul structurii atomilor și a radiațiilor emanate de aceștia.” |
| 1923 | Robert Andrews Millikan                        | Statele Unite ale Americii     | „Pentru munca sa asupra încărcării elementară și efectului fotoelectric.” |
| 1924 | Karl Manne Georg Siegbahn                      | Suedia                         | „Pentru descoperirile și studiile în domeniul spectroscopiei razelor X.” |
| 1925 | James Franck                                   | Republica de la Weimar         | „Pentru descoperirea legilor guvernând impactul unui electron asupra unui atom.” |
| 1925 | Gustav Ludwig Hertz                            | Republica de la Weimar         | „Pentru descoperirea legilor guvernând impactul unui electron asupra unui atom.” |
| 1926 | Jean Baptiste Perrin                           | Franța                         | „Pentru munca sa privind structura discontinuă a materiei și în special pentru descoperirea echilibrului sedimentar.” |
| 1927 | Arthur Holly Compton                           | Statele Unite ale Americii     | „Pentru descoperirea efectului numit după acesta.” Vezi Efectul Compton |
| 1927 | Charles Thomson Rees Wilson                    | Regatul Unit                   | „Pentru metoda sa de a face traseele particulelor încărcate electric vizibile prin condensarea cu abur.” |
| 1928 | Owen Willans Richardson                        | Regatul Unit                   | „Pentru munca sa privind fenomenul termionic și în special pentru descoperirea legii numite după acesta.” |
| 1929 | Prince Louis-Victor Pierre Raymond de Broglie  | Franța                         | „Pentru descoperirea naturii de undă a electronilor.” |
| 1930 | Sir Chandrasekhara Venkata Raman               | India                          | „Pentru munca depusă în împrăștierea luminii și pentru descoperirea efectului care-i poartă numele.” |
| 1931 |                                                |                                | Premiul în bani a fost alocat Fondului Special pentru această secțiune. |
| 1932 | Werner Karl Heisenberg                         | Republica de la Weimar         | „Pentru crearea mecanicii cuantice, aplicarea căreia, inter alia, a dus la descoperirea formelor alotropice ale hidrogenului.” |
| 1933 | Erwin Schrödinger                              | Austria                        | „Pentru descoperirea de noi forme productive ale teoriei atomice.” |
| 1933 | Paul Adrien Maurice Dirac                      | Regatul Unit                   | „Pentru descoperirea de noi forme productive ale teoriei atomice.” |
| 1934 |                                                |                                | 1/3 din premiul în bani a fost alocat Fondului Principal, iar 2/3 Fondului Special pentru această secțiune. |
| 1935 | James Chadwick                                 | Regatul Unit                   | „Pentru descoperirea neutronului.” |
| 1936 | Victor Franz Hess                              | Austria                        | „Pentru descoperirea radiației cosmice.” |
| 1936 | Carl David Anderson                            | Statele Unite ale Americii     | „Pentru descoperirea pozitronului.” |
| 1937 | Clinton Joseph Davisson                        | Statele Unite ale Americii     | „Pentru descoperirea experimentală a difracției electronilor prin cristale.” |
| 1937 | George Paget Thomson                           | Regatul Unit                   | „Pentru descoperirea experimentală a difracției electronilor prin cristale.” |
| 1938 | Enrico Fermi                                   | Italia                         | „Pentru demonstrațiile existenței de noi elemente radioactive produse de către iradiația de neutroni și pentru descoperirea corelată a reacțiilor nucleare cauzate de către neutronii înceți.”                                                                              |
| 1939 | Ernest Orlando Lawrence                        | Statele Unite ale Americii     | „Pentru inventarea și dezvoltarea ciclotronului și pentru rezultatele obținute cu acesta, în special cu referire la elementele radioactive artificiale.” |
| 1940 |                                                |                                | 1/3 din premiul în bani a fost alocat Fondului Principal, iar 2/3 Fondului Special pentru această secțiune. |
| 1941 |                                                |                                | 1/3 din premiul în bani a fost alocat Fondului Principal, iar 2/3 Fondului Special pentru această secțiune. |
| 1942 |                                                |                                | 1/3 din premiul în bani a fost alocat Fondului Principal, iar 2/3 Fondului Special pentru această secțiune. |
| 1943 | Otto Stern                                     | Statele Unite ale Americii     | „Pentru contribuția sa la dezvoltarea metodei razelor moleculare și pentru descoperirea momentului magnetic al protonului.” |
| 1944 | Isidor Isaac Rabi                              | Statele Unite ale Americii     | „Pentru metoda de rezonanță pentru înregistrarea proprietăților magnetice a nucleelor atomice.” |
| 1945 | Wolfgang Ernst Pauli                           | Austria                        | „Pentru descoperirea Principiului de excludere, numit și Principiul Pauli.” |
| 1946 | Percy Williams Bridgman                        | Statele Unite ale Americii     | „Pentru inventarea unui aparat capabil să producă presiuni extrem de înalte și pentru descoperirile făcute în domeniul fizicii presiunilor înalte.” |
| 1947 | Sir Edward Victor Appleton                     | Regatul Unit                   | „Pentru cercetarea fizicii atmosferei superioare, în special pentru descoperirea așa-numitului Strat Appleton.” |
| 1948 | Patrick Maynard Stuart Blackett                | Regatul Unit                   | „Pentru dezvoltarea metodei camerei cu ceață a lui Wilson și pentru descoperirile posibile astfel în domeniul fizicii nucleare și radiației cosmice.” |
| 1949 | Hideki Yukawa (湯川 秀樹)                      | Japonia                        | „Pentru prevestirea existenței mezonilor pe baza muncii teoretice asupra forțelor nucleare.” |
| 1950 | Cecil Frank Powell                             | Regatul Unit                   | „Pentru dezvoltarea metodei fotografice pentru studierea proceselor nucleare și descoperirile create prin această metodă privind mezonii.” |
| 1951 | Sir John Douglas Cockcroft                     | Regatul Unit                   | „Pentru munca de pionieri în transmutarea nucleelor atomice prin particule atomice accelerate artificial.” |
| 1951 | Ernest Thomas Sinton Walton                    | Irlanda                        | „Pentru munca de pionieri în transmutarea nucleelor atomice prin particule atomice accelerate artificial.” |
| 1952 | Felix Bloch                                    | Statele Unite ale Americii     | „Pentru dezvoltarea de noi metode pentru măsurările precise nuclearo-magnetice și descoperirile în relație cu aceste metode.” |
| 1952 | Edward Mills Purcell                           | Statele Unite ale Americii     | „Pentru dezvoltarea de noi metode pentru măsurările precise nuclearo-magnetice și descoperirile în relație cu aceste metode.” |
| 1953 | Frits (Frederik) Zernike                       | Țările de Jos                  | „Pentru demonstrarea metodei contrastului de fază, în special pentru inventarea microscopului pentru contrast fazic.” |
| 1954 | Max Born                                       | RFG                            | „Pentru cercetarea fundamentală în mecanica cuantică, în special pentru interpretarea statistică a funcției de undă.” |
| 1954 | Walther Bothe                                  | RFG                            | „Pentru metoda de coincidență și descoperirile posibile prin aceasta.” |
| 1955 | Willis Eugene Lamb                             | Statele Unite ale Americii     | „Pentru descoperirile sale privind structurile fine ale spectrului hidrogenului.” |
| 1955 | Polykarp Kusch                                 | Statele Unite ale Americii     | „Pentru precisa determinare a momentului magnetic al electronului.” |
| 1956 | William Bradford Shockley                      | Statele Unite ale Americii     | „Pentru studiile asupra semiconductorilor și descoperirea efectului tranzistor.” |
| 1956 | John Bardeen                                   | Statele Unite ale Americii     | „Pentru studiile asupra semiconductorilor și descoperirea efectului tranzistor.” |
| 1956 | Walter Houser Brattain                         | Statele Unite ale Americii     | „Pentru studiile asupra semiconductorilor și descoperirea efectului tranzistor.” |
| 1957 | Chen Ning Yang                                 | China                          | „Pentru studiul aprofundat în așa numitele legi de paritate care a dus la descoperiri importante privind particulele elementare.” |
| 1957 | Tsung-Dao Lee                                  | Statele Unite ale Americii     | „Pentru studiul aprofundat în așa numitele legi de paritate care a dus la descoperiri importante privind particulele elementare.” |
| 1958 | Pavel Alexeevici Cerenkov                      | Uniunea Sovietică              | „Pentru descoperirea și interpretarea efectului Cerenkov.” |
| 1958 | Ilia Frank                                     | Uniunea Sovietică              | „Pentru descoperirea și interpretarea efectului Cerenkov.” |
| 1958 | Igor Evghenievici Tamm                         | Uniunea Sovietică              | „Pentru descoperirea și interpretarea efectului Cerenkov.” |
| 1959 | Emilio Gino Segre                              | Statele Unite ale Americii     | „Pentru descoperirea antiprotonului.” |
| 1959 | Owen Chamberlain                               | Statele Unite ale Americii     | „Pentru descoperirea antiprotonului.” |
| 1960 | Donald Arthur Glaser                           | Statele Unite ale Americii     | „Pentru inventarea camerei cu bule.” |
| 1961 | Robert Hofstadter                              | Statele Unite ale Americii     | „pentru studiile sale de pionierat asupra împrăștierii electronilor pe nuclee atomice și pentru descoperirile sale astfel realizate cu privire la structura nucleonilor” |
| 1961 | Rudolf Ludwig Mössbauer                        | RFG                            | „Pentru studiile sale privind absorbția de rezonanță a radiației gamma și descoperirea corelată a efectului numit după acesta.” Vezi Efect Mossbauer |
| 1962 | Lev Davidovici Landau                          | Uniunea Sovietică              | „Pentru teoriile sale revoluționare asupra materiei condensate, în special pentru heliul lichid.” |
| 1963 | Eugene Paul Wigner                             | Statele Unite ale Americii     | „Pentru contribuțiile în teoria nucleului atomic și particulelor elementare, în particular prin descoperirea și aplicarea principiilor de simetrie fundamentală.” |
| 1963 | Maria Goeppert-Mayer                           | Statele Unite ale Americii     | „Pentru descoperirile privind structurii de înveliș nuclear.” |
| 1963 | J. Hans D. Jensen                              | RFG                            | „Pentru descoperirile privind structurii de înveliș nuclear.” |
| 1964 | Charles Hard Townes                            | Statele Unite ale Americii     | „Pentru munca fundamentală în domeniul electronicii cuantice, care a condus la construirea de oscilatoare și amplificatoare bazate pe principiul maser-laser.” |
| 1964 | Nikolai Ghenadievici Basov                     | Uniunea Sovietică              | „Pentru munca fundamentală în domeniul electronicii cuantice, care a condus la construirea de oscilatoare și amplificatoare bazate pe principiul maser-laser.” |
| 1964 | Aleksandr Prohorov                             | Uniunea Sovietică              | „Pentru munca fundamentală în domeniul electronicii cuantice, care a condus la construirea de oscilatoare și amplificatoare bazate pe principiul maser-laser.” |
| 1965 | Sin-Itiro Tomonaga                             | Japonia                        | „Pentru munca lor fundamentală în electrodinamica cuantică, având consecințe însemnate în fizica particulelor elementare.” |
| 1965 | Julian Schwinger                               | Statele Unite ale Americii     | „Pentru munca lor fundamentală în electrodinamica cuantică, având consecințe însemnate în fizica particulelor elementare.” |
| 1965 | Richard P. Feynman                             | Statele Unite ale Americii     | „Pentru munca lor fundamentală în electrodinamica cuantică, având consecințe însemnate în fizica particulelor elementare.” |
| 1966 | Alfred Kastler                                 | Franța                         | „Pentru descoperirea și dezvoltarea metodelor optice pentru studierea rezonanțelor herțiene în atomi.” |
| 1967 | Hans Albrecht Bethe                            | RFG                            | „Pentru contribuția sa în teoria reacțiilor nucleare, în special pentru descoperirile sale privind producerea energiei în stele.” |
| 1968 | Luis Walter Alvarez                            | Statele Unite ale Americii     | „Pentru contribuțiile decisive în fizica particulelor elementare, în particular pentru descoperirea unui număr mare de stări de rezonanță, posibilă prin dezvoltarea sa în tehnica folosirii camerei cu bule și analizei de date.”                                          |
| 1969 | Murray Gell-Mann                               | Statele Unite ale Americii     | „Pentru contribuțiile și descoperirile sale privind clasificarea particulelor elementare și a interacțiunilor acestora.” |
| 1970 | Hannes Olof Gösta Alfvén                       | Suedia                         | „Pentru munca fundamentală și descoperirile sale în hidrodinamica magnetică cu bogate aplicații în diferite părți ale fizicii plasmei.” |
| 1970 | Louis Eugene Félix Néel                        | Franța                         | „Pentru munca fundamentală și descoperirile privind antiferomagnetism și feromagnetism, care au condus la importante aplicații în fizica stării solide.” |
| 1971 | Dennis Gabor                                   | Regatul Unit                   | „Pentru inventarea și dezvoltarea metodei holografice.” |
| 1972 | John Bardeen                                   | Statele Unite ale Americii     | „Pentru teoria lor asupra supraconductivității, de obicei numită teoria BCS.” |
| 1972 | Leon Neil Cooper                               | Statele Unite ale Americii     | „Pentru teoria lor asupra supraconductivității, de obicei numită teoria BCS.” |
| 1972 | John Robert Schrieffer                         | Statele Unite ale Americii     | „Pentru teoria lor asupra supraconductivității, de obicei numită teoria BCS.” |
| 1973 | Leo Esaki                                      | Japonia                        | „Pentru descoperirile lor experimentale privind efectul de canalizare în semiconductori și supraconductori.” |
| 1973 | Ivar Giaever                                   | Norvegia                       | „Pentru descoperirile lor experimentale privind efectul de canalizare în semiconductori și supraconductori.” |
| 1973 | Brian David Josephson                          | Regatul Unit                   | „Pentru prezicerile sale teoretice ale proprietăților unui supercurent printr-o barieră de tunel, în particular acele fenomene la care se face referire sub denumirea generală de Efect Josephson.”                                                                         |
| 1974 | Sir Martin Ryle                                | Regatul Unit                   | „Pentru cercetările revoluționare în astrofizica radio: Ryle pentru observațiile și invențiile sale, în particular pentru tehnica sintezei de deschizătură, iar Hewish pentru rolul său decisiv în descoperirea pulsarilor.”                                                |
| 1974 | Antony Hewish                                  | Regatul Unit                   | „Pentru cercetările revoluționare în astrofizica radio: Ryle pentru observațiile și invențiile sale, în particular pentru tehnica sintezei de deschizătură, iar Hewish pentru rolul său decisiv în descoperirea pulsarilor.”                                                |
| 1975 | Aage Niels Bohr                                | Danemarca                      | „Pentru descopeririea legăturii între mișcarea colectivă și mișcarea de particulă în nuclee atomice și pentru dezvoltarea teoriei structurii nucleelor atomice bazate pe această legătură.”                                                                                 |
| 1975 | Ben Roy Mottelson                              | Danemarca                      | „Pentru descopeririea legăturii între mișcarea colectivă și mișcarea de particulă în nuclee atomice și pentru dezvoltarea teoriei structurii nucleelor atomice bazate pe această legătură.”                                                                                 |
| 1975 | Leo James Rainwater                            | Statele Unite ale Americii     | „Pentru descopeririea legăturii între mișcarea colectivă și mișcarea de particulă în nuclee atomice și pentru dezvoltarea teoriei structurii nucleelor atomice bazate pe această legătură.”                                                                                 |
| 1976 | Burton Richter                                 | Statele Unite ale Americii     | „Pentru munca revoluționară în descoperirea unei grele particule elementare de un nou fel.” Cu alte cuvinte: pentru descoperirea particulei J/Ψ, care confirmă ipoteza că materia barionică (precum nucleele atomilor) este compusă din quarcuri.                           |
| 1976 | Samuel Chao Chung Ting                         | Statele Unite ale Americii     | |
| 1977 | Philip Warren Anderson                         | Statele Unite ale Americii     | „Pentru studiile teoretice fundamentale asupra structurii electronice a sistemelor magnetice și dezorganizate.” |
| 1977 | Sir Nevill Francis Mott                        | Regatul Unit                   | „Pentru studiile teoretice fundamentale asupra structurii electronice a sistemelor magnetice și dezorganizate.” |
| 1977 | John Hasbrouck van Vleck                       | Statele Unite ale Americii     | „Pentru studiile teoretice fundamentale asupra structurii electronice a sistemelor magnetice și dezorganizate.” |
| 1978 | Piotr Leonidovici Kapița                       | Uniunea Sovietică              | „Pentru invențiile și descoperirile sale de bază în domeniul fizicii temperaturilor joase.” |
| 1978 | Arno Allan Penzias                             | Statele Unite ale Americii     | „Pentru descoperirea radiației de fond de microunde cosmice.” |
| 1978 | Robert Woodrow Wilson                          | Statele Unite ale Americii     | „Pentru descoperirea radiației de fond de microunde cosmice.” |
| 1979 | Sheldon Lee Glashow                            | Statele Unite ale Americii     | „Pentru contribuțiile în teoria interacțiunii slabe și electromagnetice unificate între particulele elementare, inter alia, prezicerea curentului neutru slab.” |
| 1979 | Abdus Salam                                    | Pakistan                       | „Pentru contribuțiile în teoria interacțiunii slabe și electromagnetice unificate între particulele elementare, inter alia, prezicerea curentului neutru slab.” |
| 1979 | Steven Weinberg                                | Statele Unite ale Americii     | „Pentru contribuțiile în teoria interacțiunii slabe și electromagnetice unificate între particulele elementare, inter alia, prezicerea curentului neutru slab.” |
| 1980 | James Watson Cronin                            | Statele Unite ale Americii     | „Pentru descoperirea de perturbanțe ale principiilor fundamentale ale simetriei în epoca k-mezonilor neutri.” |
| 1980 | Val Logsdon Fitch                              | Statele Unite ale Americii     | „Pentru descoperirea de perturbanțe ale principiilor fundamentale ale simetriei în epoca k-mezonilor neutri.” |
| 1981 | Nicolaas Bloembergen                           | Statele Unite ale Americii     | „Pentru contribuția lor în dezvoltarea spectroscopiei laser.” |
| 1981 | Arthur Leonard Schawlow                        | Statele Unite ale Americii     | „Pentru contribuția lor în dezvoltarea spectroscopiei laser.” |
| 1981 | Kai Manne Börje Siegbahn                       | Suedia                         | „Pentru contribuția sa la dezvoltarea spectroscopiei cu electroni de rezoluție înaltă.” |
| 1982 | Kenneth G. Wilson                              | Statele Unite ale Americii     | „Pentru teoria sa a fenomenului critic în corelație cu tranzițiile fazice.” |
| 1983 | Subrahmanyan Chandrasekhar                     | Statele Unite ale Americii     | „Pentru studiile sale teoretice asupra proceselor fizice de importanță a structurii și evoluției stelelor.” Vezi Limită Chandrasekhar |
| 1983 | William Alfred Fowler                          | Statele Unite ale Americii     | „Pentru studiile sale teoretice și experimentale privind reacțiile nucleare de importanță în formarea elementelor chimice în univers.” |
| 1984 | Carlo Rubbia                                   | Italia                         | „Pentru contribuția lor decisivă la marele proiect care a dus la descoperirea particulelor de câmp W și Z, comunicatori de interacțiune scăzută.” |
| 1984 | Simon van der Meer                             | Țările de Jos                  | „Pentru contribuția lor decisivă la marele proiect care a dus la descoperirea particulelor de câmp W și Z, comunicatori de interacțiune scăzută.” |
| 1985 | Klaus von Klitzing                             | RFG                            | „Pentru descoperirea efectului Hall cunatificat.” |
| 1986 | Ernst Ruska                                    | RFG                            | „Pentru munca fundamentală în optica electronilor și pentru inventarea primului microscop de electroni.” |
| 1986 | Gerd Binnig                                    | RFG                            | „Pentru proiectarea microscopului de scanare și canalizare.” |
| 1986 | Heinrich Rohrer                                | Elveția                        | „Pentru proiectarea microscopului de scanare și canalizare.” |
| 1987 | Johannes Georg Bednorz                         | RFG                            | „Pentru importanta breșă în descoperirea supraconductivității în materialele ceramice.” |
| 1987 | Karl Alexander Müller                          | Elveția                        | „Pentru importanta breșă în descoperirea supraconductivității în materialele ceramice.” |
| 1988 | Leon Max Lederman                              | Statele Unite ale Americii     | „Pentru metoda radiației neutrino și demonstrarea structurii de dublet a leptonilor prin descoperirea neutrinoului scurtat.” |
| 1988 | Melvin Schwartz                                | Statele Unite ale Americii     | „Pentru metoda radiației neutrino și demonstrarea structurii de dublet a leptonilor prin descoperirea neutrinoului scurtat.” |
| 1988 | Jack Steinberger                               | Statele Unite ale Americii     | „Pentru metoda radiației neutrino și demonstrarea structurii de dublet a leptonilor prin descoperirea neutrinoului scurtat.” |
| 1989 | Norman Foster Ramsey                           | Statele Unite ale Americii     | „Pentru inventarea metodei domeniilor oscilatoare separate și uzul său în maserul de hidrogen și în alte momente atomice.” |
| 1989 | Hans Georg Dehmelt                             | Statele Unite ale Americii     | „Pentru dezvoltarea tehnicii de prindere a ionilor.” |
| 1989 | Wolfgang Paul                                  | Franța                         | „Pentru dezvoltarea tehnicii de prindere a ionilor.” |
| 1990 | Jerome I. Friedman                             | Statele Unite ale Americii     | „Pentru cercetările de pionierat în domeniul împrăștierii profunde inelastice a electronilor asupra protonilor și neutronilor legați, cercetări de o importanță esențială în dezvoltarea modelului quarkurilor în fizica particulelor                                       |
| 1990 | Henry Way Kendall                              | Statele Unite ale Americii     | „Pentru cercetările de pionierat în domeniul împrăștierii profunde inelastice a electronilor asupra protonilor și neutronilor legați, cercetări de o importanță esențială în dezvoltarea modelului quarkurilor în fizica particulelor                                       |
| 1990 | Richard E. Taylor                              | Canada                         | „Pentru cercetările de pionierat în domeniul împrăștierii profunde inelastice a electronilor asupra protonilor și neutronilor legați, cercetări de o importanță esențială în dezvoltarea modelului quarkurilor în fizica particulelor                                       |
| 1991 | Pierre-Gilles de Gennes                        | Franța                         | „Pentru descoperirea faptului că metode dezvoltate pentru studiul fenomenelor normale în sisteme simple pot fi generalizate pentru forme mai complexe ale materiei, în particular pentru cristale lichide și polimeri.”                                                     |
| 1992 | Georges Charpak                                | Franța                         | „Pentru inventarea și dezvoltarea detectoarelor de particule, în particular a camerei proporționale multi-fir.” |
| 1993 | Russell Alan Hulse                             | Statele Unite ale Americii     | „Pentru descoperirea unui nou tip de pulsar, o descoperire care a deschis noi posibilități pentru studiul gravitației.” |
| 1993 | Joseph Hooton Taylor Jr.                       | Statele Unite ale Americii     | „Pentru descoperirea unui nou tip de pulsar, o descoperire care a deschis noi posibilități pentru studiul gravitației.” |
| 1994 | Bertram Brockhouse                             | Canada                         | „Pentru dezvoltarea spectroscopiei neutronilor.” |
| 1994 | Clifford Glenwood Shull                        | Statele Unite ale Americii     | „Pentru dezvoltarea tehnicii difracției neutronilor.” |
| 1995 | Martin Lewis Perl                              | Statele Unite ale Americii     | „Pentru descoperirea leptonului tau.” |
| 1995 | Frederick Reines                               | Statele Unite ale Americii     | „Pentru identificarea neutrinului.” |
| 1996 | David Morris Lee                               | Statele Unite ale Americii     | „Pentru descoperirea superfluidității în izotopul Heliu-3.” |
| 1996 | Douglas D. Osheroff                            | Statele Unite ale Americii     | „Pentru descoperirea superfluidității în izotopul Heliu-3.” |
| 1996 | Robert Coleman Richardson                      | Statele Unite ale Americii     | „Pentru descoperirea superfluidității în izotopul Heliu-3.” |
| 1997 | Steven Chu                                     | Statele Unite ale Americii     | „Pentru dezvoltarea de metode de a răci și capta atomi cu lumină laser.” |
| 1997 | Claude Cohen-Tannoudji                         | Franța                         | „Pentru dezvoltarea de metode de a răci și capta atomi cu lumină laser.” |
| 1997 | William Daniel Phillips                        | Statele Unite ale Americii     | „Pentru dezvoltarea de metode de a răci și capta atomi cu lumină laser.” |
| 1998 | Robert B. Laughlin                             | Statele Unite ale Americii     | „Pentru descoperirea unui nou tip de fluid cuantic cu excitații încărcate fracționar.” |
| 1998 | Horst Ludwig Störmer                           | Germania                       | „Pentru descoperirea unui nou tip de fluid cuantic cu excitații încărcate fracționar.” |
| 1998 | Daniel Chee Tsui                               | Statele Unite ale Americii     | „Pentru descoperirea unui nou tip de fluid cuantic cu excitații încărcate fracționar.” |
| 1999 | Gerardus 't Hooft                              | Țările de Jos                  | „Pentru clarificarea structurii cuantice a interacțiunilor slab-electrice în fizică.” |
| 1999 | Martinus J.G. Veltman                          | Țările de Jos                  | „Pentru clarificarea structurii cuantice a interacțiunilor slab-electrice în fizică.” |
| 2000 | Jores Ivanovici Alfiorov                       | Rusia                          | „Pentru dezvoltarea structurilor eterogene de semiconductori utilizate în electronici optice și de mare viteză.” |
| 2000 | Herbert Kroemer                                | Germania                       | „Pentru dezvoltarea structurilor eterogene de semiconductori utilizate în electronici optice și de mare viteză.” |
| 2000 | Jack St. Clair Kilby                           | Statele Unite ale Americii     | „Pentru contribuția sa în inventarea circuitului integrat.” |
| 2001 | Eric Allin Cornell                             | Statele Unite ale Americii     | „pentru obținerea condensării Bose-Einstein în gaze diluate de atomi alcalini și pentru studii inițiale fundamentale asupra proprietăților condensaților” |
| 2001 | Wolfgang Ketterle                              | Germania                       | „pentru obținerea condensării Bose-Einstein în gaze diluate de atomi alcalini și pentru studii inițiale fundamentale asupra proprietăților condensaților” |
| 2001 | Carl Edwin Wieman                              | Statele Unite ale Americii     | „pentru obținerea condensării Bose-Einstein în gaze diluate de atomi alcalini și pentru studii inițiale fundamentale asupra proprietăților condensaților” |
| 2002 | Raymond Davis Jr.                              | Statele Unite ale Americii     | „Pentru contribuții revoluționare în domeniul astrofizicii, în particular pentru identificarea neutrinilor cosmici.” |
| 2002 | Masatoshi Koshiba                              | Japonia                        | „Pentru contribuții revoluționare în domeniul astrofizicii, în particular pentru identificarea neutrinilor cosmici.” |
| 2002 | Riccardo Giacconi                              | Statele Unite ale Americii     | „Pentru contribuții revoluționare în domeniul astrofizicii, care au dus la descoperirea surselor razelor X cosmice.” |
| 2003 | Alexei Alexeevici Abrikosov                    | Statele Unite ale Americii     | „Pentru contribuții revoluționare la teoria superconductorilor și superfluidelor.” |
| 2003 | Vitali Lazarevici Ghinzburg                    | Rusia                          | „Pentru contribuții revoluționare la teoria superconductorilor și superfluidelor.” |
| 2003 | Anthony James Leggett                          | Regatul Unit                   | „Pentru contribuții revoluționare la teoria superconductorilor și superfluidelor.” |
| 2004 | David J. Gross                                 | Statele Unite ale Americii     | „Pentru descoperirea libertății asimptotice în teoria interacțiunii tari.” |
| 2004 | H. David Politzer                              | Statele Unite ale Americii     | „Pentru descoperirea libertății asimptotice în teoria interacțiunii tari.” |
| 2004 | Frank Wilczek                                  | Statele Unite ale Americii     | „Pentru descoperirea libertății asimptotice în teoria interacțiunii tari.” |
| 2005 | Roy J. Glauber                                 | Statele Unite ale Americii     | „Pentru contribuția la teoria cuantică a coerenței optice.” |
| 2005 | John L. Hall                                   | Statele Unite ale Americii     | „Pentru contribuțiile la dezvoltarea spectroscopiei de precizie pe bază de laser, inclusiv pentru tehnica pieptenelui de frecvență optică” |
| 2005 | Theodor W. Hänsch                              | Germania                       | „Pentru contribuțiile la dezvoltarea spectroscopiei de precizie pe bază de laser, inclusiv pentru tehnica pieptenelui de frecvență optică” |
| 2006 | John C. Mather                                 | Statele Unite ale Americii     | „Pentru descoperirea formei de corp negru și anizotropiei radiației cosmice de fundal” |
| 2006 | George F. Smoot                                | Statele Unite ale Americii     | „Pentru descoperirea formei de corp negru și anizotropiei radiației cosmice de fundal” |
| 2007 | Albert Fert                                    | Franța                         | „Pentru descoperirea magnetorezistenței gigantice.” |
| 2007 | Peter Grünberg                                 | Germania                       | „Pentru descoperirea magnetorezistenței gigantice.” |
| 2008 | Yoichiro Nambu                                 | Statele Unite ale Americii     | „Pentru descoperirea mecanismului ruperii spontane a simetriei în fizica subatomică” |
| 2008 | Makoto Kobayashi                               | Japonia                        | „Pentru descoperirea originii ruperii simetriei, ceea ce prezice existența a cel puțin trei familii de quarkuri în natură” |
| 2008 | Toshihide Maskawa                              | Japonia                        | „Pentru descoperirea originii ruperii simetriei, ceea ce prezice existența a cel puțin trei familii de quarkuri în natură” |
| 2009 | Charles Kuen Kao                               | China Regatul Unit             | „pentru mari realizări în domeniul transmisiei luminii prin fibre pentru comunicații optice” |
| 2009 | Willard Boyle                                  | Statele Unite ale Americii     | „pentru inventarea unui circuit semiconductor pentru achiziția de imagine – senzorul CCD” |
| 2009 | George E. Smith                                | Statele Unite ale Americii     | „pentru inventarea unui circuit semiconductor pentru achiziția de imagine – senzorul CCD” |
| 2010 | Andre Geim                                     | Țările de Jos                  | „Pentru experimente revoluționare privind materialul bidimensional grafen.” |
| 2010 | Konstantin Novosiolov                          | Regatul Unit / Rusia           | „Pentru experimente revoluționare privind materialul bidimensional grafen.” |
| 2011 | Saul Perlmutter                                | Statele Unite ale Americii     | „Pentru descoperirea expansiunii accelerate a Universului prin observații ale supernovelor îndepărtate.” |
| 2011 | Brian P. Schmidt                               | Statele Unite ale Americii     | „Pentru descoperirea expansiunii accelerate a Universului prin observații ale supernovelor îndepărtate.” |
| 2011 | Adam G. Riess                                  | Statele Unite ale Americii     | „Pentru descoperirea expansiunii accelerate a Universului prin observații ale supernovelor îndepărtate.” |
| 2012 | Serge Haroche                                  | Franța                         | „pentru metode experimentale revoluționare ce permit măsurarea și manevrarea sistemelor cuantice individuale” |
| 2012 | David J. Wineland                              | Statele Unite ale Americii     | „pentru metode experimentale revoluționare ce permit măsurarea și manevrarea sistemelor cuantice individuale” |
| 2013 | François Englert                               | Belgia                         | „Pentru descoperirea teoretică a unui mecanism care contribuie la înțelegerea originii masei particulelor subatomice, care a fost recent confirmată prin descoperirea particulei fundamentale prezise, în experimentele ATLAS și CMS, la Large Hadron Collider de la CERN.” |
| 2013 | Peter W. Higgs                                 | Regatul Unit                   | „Pentru descoperirea teoretică a unui mecanism care contribuie la înțelegerea originii masei particulelor subatomice, care a fost recent confirmată prin descoperirea particulei fundamentale prezise, în experimentele ATLAS și CMS, la Large Hadron Collider de la CERN.” |
| 2014 | Isamu Akasaki                                  | Japonia                        | „Pentru inventarea de LED-uri albastre eficiente, care a permis surse de lumină albă intense și economice.” |
| 2014 | Hiroshi Amano                                  | Japonia                        | „Pentru inventarea de LED-uri albastre eficiente, care a permis surse de lumină albă intense și economice.” |
| 2014 | Shuji Nakamura                                 | Statele Unite ale Americii     | „Pentru inventarea de LED-uri albastre eficiente, care a permis surse de lumină albă intense și economice.” |
| 2015 | Takaaki Kajita                                 | Japonia                        | „Pentru descoperirea oscilațiilor neutrinilor, care arată că neutrinii au masă.” |
| 2015 | Arthur B. McDonald                             | Canada                         | „Pentru descoperirea oscilațiilor neutrinilor, care arată că neutrinii au masă.” |
| 2016 | David J. Thouless                              | Statele Unite ale Americii     | „Pentru descoperiri teoretice ale tranzițiilor de fază topologice și ale fazelor topologice ale materiei” |
| 2016 | Duncan Haldane                                 | Statele Unite ale Americii     | „Pentru descoperiri teoretice ale tranzițiilor de fază topologice și ale fazelor topologice ale materiei” |
| 2016 | John M. Kosterlitz                             | Statele Unite ale Americii     | „Pentru descoperiri teoretice ale tranzițiilor de fază topologice și ale fazelor topologice ale materiei” |
| 2017 | Rainer Weiss                                   | Statele Unite ale Americii     | „Pentru contribuții decisive la detectorul LIGO și observarea undelor gravitaționale”. |
| 2017 | Barry C. Barish                                | Statele Unite ale Americii     | „Pentru contribuții decisive la detectorul LIGO și observarea undelor gravitaționale”. |
| 2017 | Kip Thorne                                     | Statele Unite ale Americii     | „Pentru contribuții decisive la detectorul LIGO și observarea undelor gravitaționale”. |
| 2018 | Arthur Ashkin                                  | Statele Unite ale Americii     | „Pentru invenții revoluționare în domeniul fizicii laserilor” |
| 2018 | Gérard Mourou                                  | Franța                         | „Pentru invenții revoluționare în domeniul fizicii laserilor” |
| 2018 | Donna Strickland                               | Canada                         | „Pentru invenții revoluționare în domeniul fizicii laserilor” |
| 2019 | James Peebles                                  | Statele Unite ale Americii     | „Pentru descoperiri teoretice în cosmologia fizică” |
| 2019 | Michel Mayor                                   | Elveția                        | „Pentru descoperirea unei exoplanete pe orbită în jurul unei stele asemănătoare Soarelui” |
| 2019 | Didier Queloz                                  | Elveția                        | „Pentru descoperirea unei exoplanete pe orbită în jurul unei stele asemănătoare Soarelui” |
| 2020 | Roger Penrose                                  | Regatul Unit                   | „Pentru descoperirea că formarea de găuri negre este o predicție robustă a teoriei generale a relativității” |
| 2020 | Reinhard Genzel                                | Germania                       | „Pentru descoperirea unui obiect supermasiv compact în centrul galaxiei noastre” |
| 2020 | Andrea Ghez                                    | Statele Unite ale Americii     | „Pentru descoperirea unui obiect supermasiv compact în centrul galaxiei noastre” |
| 2021 | Syukuro Manabe                                 | Japonia                        | „Pentru modelarea fizică a climei Pământului, cuantificând variabilitatea și prezicând în mod fiabil încălzirea globală” |
| 2021 | Klaus Hasselmann                               | Germania                       | „Pentru modelarea fizică a climei Pământului, cuantificând variabilitatea și prezicând în mod fiabil încălzirea globală” |
| 2021 | Giorgio Parisi                                 | Italia                         | „Pentru descoperirea interacțiunii tulburărilor și fluctuațiilor din sistemele fizice de la scările atomice la cele planetare” |
| 2022 | Alain Aspect                                   | Franța                         | „Pentru experimentele cu fotoni, stabilind încălcarea inegalităților Bell și pionierat în știința informației cuantice” |
| 2022 | John Clauser                                   | Statele Unite ale Americii     | „Pentru experimentele cu fotoni, stabilind încălcarea inegalităților Bell și pionierat în știința informației cuantice” |
| 2022 | Anton Zeilinger                                | Austria                        | „Pentru experimentele cu fotoni, stabilind încălcarea inegalităților Bell și pionierat în știința informației cuantice” |
| 2023 | Pierre Agostini                                | Statele Unite ale Americii     | „Pentru metode experimentale care generează impulsuri de lumină de attosecunde pentru studiul dinamicii electronilor în materie” |
| 2023 | Ferenc Krausz                                  | Germania                       | „Pentru metode experimentale care generează impulsuri de lumină de attosecunde pentru studiul dinamicii electronilor în materie” |
| 2023 | Anne L'Huillier                                | Suedia                         | „Pentru metode experimentale care generează impulsuri de lumină de attosecunde pentru studiul dinamicii electronilor în materie” |
| 2024 | John Hopfield                                  | Statele Unite ale Americii     | „Pentru descoperiri și invenții fundamentale care permit învățarea automată cu ajutorul rețelelor neurale artificiale” |
| 2024 | Geoffrey Hinton                                | Regatul Unit Canada            | „Pentru descoperiri și invenții fundamentale care permit învățarea automată cu ajutorul rețelelor neurale artificiale” |

## Rangul după națiuni
O națiune poate fi numărată doar o dată pe an. Numărătoarea are la bază Wikipedia germană.
| Națiunea                           | Număr premii |
| ---------------------------------- | ------------ |
| Statele Unite ale Americii         | 57           |
| Germania (și statele predecesoare) | 26           |
| Regatul Unit                       | 20           |
| Franța                             | 12           |
| Țările de Jos                      | 6            |
| Rusia & Uniunea Sovietică          | 6            |
| Elveția                            | 4            |
| Japonia                            | 4            |
| Suedia                             | 4            |
| Austria                            | 3            |
| Italia                             | 3            |
| Canada                             | 3            |
| Danemarca                          | 2            |
| China                              | 2            |
| India                              | 1            |
| Irlanda                            | 1            |
| Pakistan                           | 1            |
| Polonia                            | 1            |